# US Open 2020 - Doppio maschile in carrozzina
Alfie Hewett e Gordon Reid erano i campioni in carica e si sono riconfermati, battendo in finale Stéphane Houdet e Nicolas Peifer per 6-4, 6-1.

## Teste di serie
1. Alfie Hewett /  Gordon Reid (campioni)

1. Stéphane Houdet /  Nicolas Peifer (finale)

## Tabellone

### Legenda
| - Q = Qualificato - WC = Wild card - LL = Lucky loser | - ALT = Alternate - SE = Special Exempt - PR = Protected Ranking | - w/o = Walkover - r = Ritirato - d = Squalificato |

|  | Semifinali | Semifinali                       | Semifinali                       | Semifinali | Semifinali |  |  | Finale | Finale                         | Finale                         | Finale | Finale |  |
|  |            |                                  |                                  |            |            |  |  |        |                                |                                |        |        |  |
|  | 1          | Alfie Hewett Gordon Reid         | Alfie Hewett Gordon Reid         | 6          | 6          |  |  |        |                                |                                |        |        |  |
|  |            | Gustavo Fernández Shingo Kunieda | Gustavo Fernández Shingo Kunieda | 3          | 3          |  |  | 1      | Alfie Hewett Gordon Reid       | Alfie Hewett Gordon Reid       | 6      | 6      |  |
|  |            | Joachim Gérard Casey Ratzlaff    | Joachim Gérard Casey Ratzlaff    | 2          | 1          |  |  | 2      | Stéphane Houdet Nicolas Peifer | Stéphane Houdet Nicolas Peifer | 4      | 1      |  |
|  | 2          | Stéphane Houdet Nicolas Peifer   | Stéphane Houdet Nicolas Peifer   | 6          | 6          |  |  |        |                                |                                |        |        |  |